# Le Chorus (Vannes)
Pour les articles homonymes, voir Chorus.
Le Chorus est un équipement public situé dans la ville de Vannes. Complexe pluri-fonctionnel, il peut être modulé selon le type d'événement organisé, passant de la salle de spectacles au parc d'exposition.

## Présentation
Le Chorus est le plus grand complexe du genre de Vannes agglo - Golfe du Morbihan. La SPL Golfe du Morbihan Vannes Tourisme est le gestionnaire du complexe inauguré en 1992 sous le mandat du maire de la ville Pierre Pavec. Propriété de la ville de Vannes, le Chorus est géré dans le cadre d'une délégation de service public. 
Localisé dans le Parc du Golfe, un parc d'activité situé au sud-ouest de la ville et accueillant entre autres les chantiers nautiques Multiplast, le complexe est construit sur un terrain de 6 hectares au bord de l'estuaire de la Marle et du golfe du Morbihan, à proximité de la pointe des Émigrés. Le Chorus est composé de deux halls polyvalents de 3 704 m2 pour le hall A et de 1 764 m2 pour le hall B. L'originalité de l'architecture tient dans son espacement intérieur sans aucun poteau et son implantation au sol modulable.
Il peut accueillir un maximum de 6 000 spectateurs en configuration debout/tribunes (1 102 places de tribunes) et 3 700 places assises avec 2 600 chaises.